# Psaliodes infuscata
Psaliodes infuscata là một loài bướm đêm trong họ Geometridae.